# 1992 WR5
1992 WR5 är en asteroid i huvudbältet som upptäcktes den 27 november 1992 av de båda japanska astronomerna Seiji Ueda och Hiroshi Kaneda i Kushiro.
Asteroiden har en diameter på ungefär 11 kilometer och den tillhör asteroidgruppen Eos.